# Micromonacha
Micromonacha is een geslacht van vogels uit de familie baardkoekoeken (Bucconidae).

## Soorten
Het geslacht kent de volgende soort:
- Micromonacha lanceolata – Kleine trappist